# Fire of Love (película de 2022)

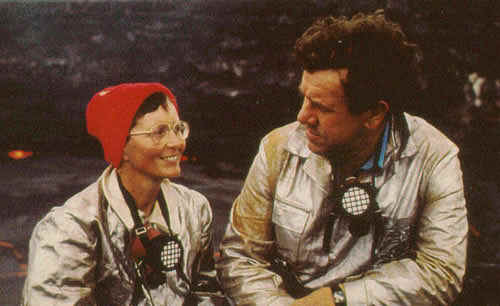
Los vulcanólogos Katia y Maurice Krafft

Fire of Love es una película documental estadounidense-canadiense de 2022, dirigida, escrita y producida por Sara Dosa, centrada en las vidas y carreras de los vulcanólogos Katia y Maurice Krafft.
Se estrenó en el Festival de Cine de Sundance de 2022 el día 20 de enero, donde obtuvo el premio de edición Jonathan Oppenheim, y tuvo su estreno comercial el 6 de julio de 2022 por National Geographic Documentary Films y Neon.La película fue nominada al Oscar en su categoría a Mejor Largometraje Documental.

## Sinopsis
La película sigue las vidas y carreras de los vulcanólogos franceses Katia y Maurice Krafft, quienes murieron en una explosión volcánica en 1991. El documental usa el extenso archivo fotográfico y de video de los Krafft.

## Producción
En marzo de 2021, se anunció que Sara Dosa dirigiría un documental sobre Katia y Maurice Krafft. En enero de 2022, se anunció que Miranda July sería la narradora.

## Estreno
La película se estrenó en el Festival de Cine de Sundance de 2022 , donde ganó el premio de edición Jonathan Oppenheim en la categoría de documental estadounidense. Poco después, National Geographic Documentary Films adquirió los derechos de distribución de la película, ganando una guerra de ofertas contra Netflix, Amazon Studios, Sony Pictures Classics, IFC Films, Universal Pictures y Paramount Pictures. También se proyectó en South by Southwest el 11 de marzo de 2022. En abril de 2022, se anunció que Neon co-distribuiría la película.

## Recepción

### Taquilla
En los Estados Unidos y Canadá, la película recaudó $22,416 en tres cines en su primer fin de semana.

### La crítica
Fire of Love recibió críticas positivas de los críticos de cine. En Rotten Tomatoes, tiene un índice de aprobación del 99% basado en reseñas de 140 críticos, con una calificación promedio de 8.3/10. El consenso crítico del sitio web dice: "Ya sea como una historia de la búsqueda quijotesca de una pareja o simplemente como una impresionante colección de imágenes de la naturaleza, Fire of Love brilla intensamente". En Metacritic, la película tiene una calificación de 83 sobre 100, basada en 37 críticos, lo que indica "aclamación universal".